# Luigi Ferraro
Pour les articles homonymes, voir Ferraro.
Luigi Ferraro né le 3 novembre 1914 à Quarto près de Gênes et mort le 5 janvier 2006, est un plongeur Italien.

## Biographie
Luigi Ferraro est l'un des précurseurs de la plongée sous-marine en Italie. Ancien nageur de combat de la DECIMA MAS, il est l'un des fondateurs de la CMAS.
Il suit sa mère, à l'âge de 14 ans, à Tripoli en Libye. C'est là qu'il commence à plonger avec du matériel adapté. Il rentre ensuite en Italie pour y terminer ses études de professeur d'éducation physique avant de retourner exercer à Tripoli.
En 1939, il épouse une Italienne, Orietta, avec laquelle il aura deux enfants : Italo et Paolo.
Lors de la Seconde Guerre mondiale, il est incorporé comme sous-lieutenant dans l'artillerie avant d'être affecté dans le groupe Gamma des nageurs de combat de l'unité spéciale de la marine italienne. Il devient rapidement instructeur au sein de l'unité.
En janvier 1942. Pour l'exécution d'une mission à Tripoli, et afin de passer inaperçu, il convainc le commandement de se faire accompagner par sa femme, Orietta. Après une formation à l'école de plongée des « sommozzatore Gamma », elle devient ainsi la seule femme d'un pays occidental à être breveté nageur de combat. Mais la mission doit être annulée par l'état-major de la marine italienne.
Il est par la suite envoyé à Alexandretta et à Mersin en Turquie sous couvert d'un passeport diplomatique afin d'y saboter des navires britanniques, grecs et norvégiens. Il devient alors le nageur italien ayant coulé le plus de navires ennemis à lui seul.
À la fin des années 1940, démobilisé, il participe à des opérations de renflouement d'épaves.
En 1948, il crée avec sa femme une école de sports sous-marins sur l'île d'Elbe. Ils y enseignent l'utilisation des recycleurs à circuit fermé.
De 1946 à 1960, il est directeur de la société italienne de matériel de plongée Cressi-Sub. Il participe à la création de différents matériels (palmes, masques, etc.) En 1958, avec Jacques-Yves Cousteau, il participe à la création de la CMAS dont il restera le vice-président pendant près de 20 ans. En 1962, il fonde la société de matériel de plongée Technisub. Il dirige cette société, filiale de la Spirotechnique pendant une quinzaine d'années.